# Podoctinus willeyi
Genre
Espèce
Synonymes
- Podoctis willeyi Hirst, 1912

Podoctinus willeyi, unique représentant du genre Podoctinus, est une espèce d'opilions laniatores de la famille des Podoctidae.

## Distribution
Cette espèce est endémique de Nouvelle-Bretagne en Papouasie-Nouvelle-Guinée.

## Description
Le syntype mesure 4,25 mm.

## Systématique et taxinomie
Cette espèce a été décrite sous le protonyme Podoctis willeyi par Hirst en 1912. Elle est placée dans le genre Podoctinus par Roewer en 1923.

## Étymologie
Cette espèce est nommée en l'honneur d'Arthur Willey (1867–1942).

## Publications originales
- Hirst, 1912 : « Descriptions of new harvest-men of the family Phalangodidae. » The Annals and Magazine of Natural History, sér. 8, vol. 10, no 55, p. 63–84 (texte intégral).
- Roewer, 1923 : Die Weberknechte der Erde. Systematische Bearbeitung der bisher bekannten Opiliones. Gustav Fischer, Jena, p. 1-1116 (texte intégral).